# فرنسيس سكوت ستريت
فرنسيس سكوت ستريت (بالإنجليزية: Francis Scott Street)‏ هو صحفي أمريكي، ولد في 20 أكتوبر 1831 في نيويورك في الولايات المتحدة، وتوفي في 15 أبريل 1883.